# Look Collection
Pour les articles homonymes, voir Look.
Look Collection est une ligne de vêtements de montagne émanant de la marque Look et qui est apparu en 2010, avec une première collection lancée en 2011. Au même titres que les autres produits de la marque, cette gamme de vêtements prêt à porter s'oriente vers un marché haut de gamme.

## Préambule
Look est une marque française d'équipements pour le sport créée en 1951, qui inventa la première fixation de ski en 1956.
De nos jours, la marque se compose de 3 entités distinctes : en plus de Look Collection, il existe Look Bindings (Fixations de ski), et Look Cycle, spécialiste des cadres en carbone et accessoires de vélo, basée à Nevers dans la Nièvre.

## Histoire

### Les origines
Milieu des années 1980, Look, qui appartient alors à Bernard Tapie, fabriquait déjà des vêtements de ski en complément des fixations de ski et des équipements pour cycles. Cette activité avait été abandonnée quelques années après.
En 1994, Look Fixations et vêtements de montagne est revendu à Rossignol, et Look Cycle devient une entreprise indépendante.

En 1998, après le dépôt de bilan de cette dernière, Dominique Bergin et Thierry Fournier reprennent Look Cycle pour la relancer.

### Un nouveau départ

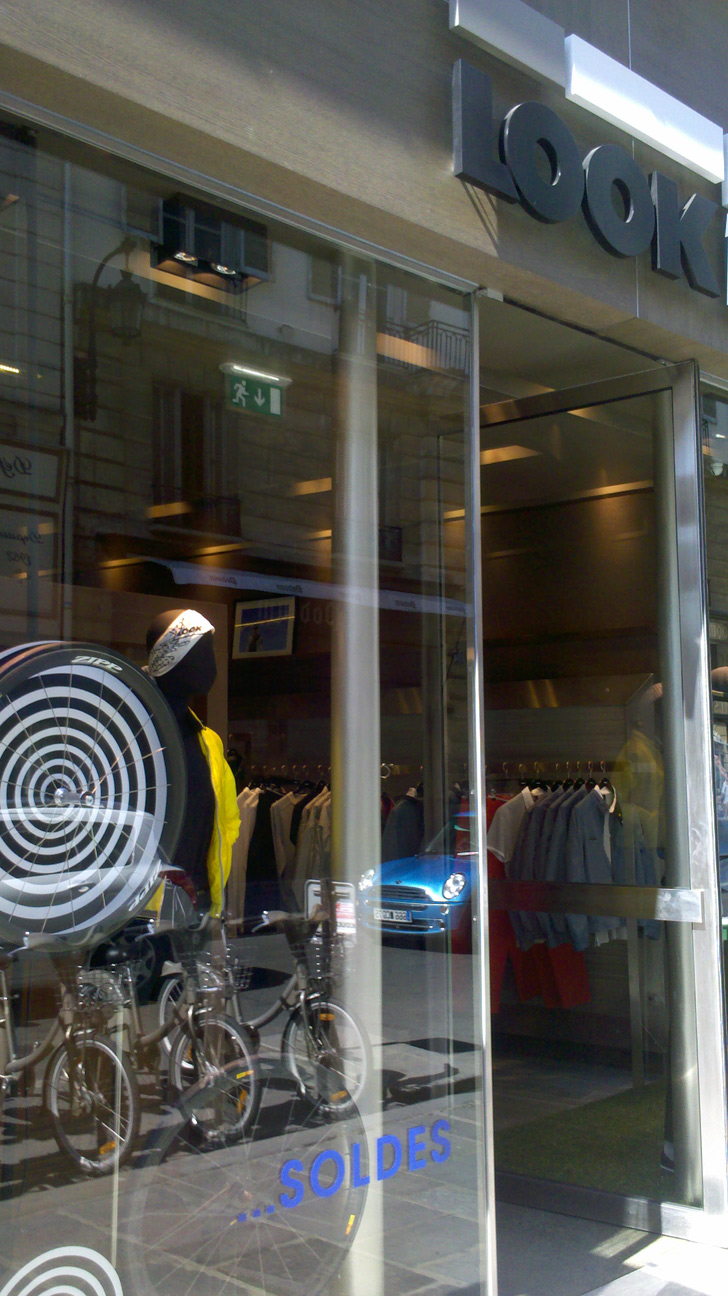
Magasin Look, rue Saint-Honoré à Paris

En octobre 2009, Rossignol, qui souhaite se recentrer sur son cœur de métier qu'est le matériel de ski, cède à Look Cycle, qui au contraire souhaite se diversifier, la licence pour l'exploitation d'une gamme de vêtements de montagne sous la marque Look. Look Cycle conserve 15 emplois de la branche ainsi acquise et souhaite en créer 25 supplémentaires. 
Un département « Sports et Styles » est créé au sein de Look Cycle afin de gérer les lignes de prêt-à-porter de Rossignol ainsi que la ligne Look Collection. 

« C'est un retour aux sources pour Look » a déclaré le président de Look Cycle, Dominique Bergin, « On nous considère comme le Hermès du vélo, on a donc déjà un positionnement luxe et mode qui sera cohérent avec nos vêtements » a-t-il ajouté. 

Ludovic Alban (anciennement chez Hermès, Yves Saint Laurent, et Carven Homme) et Émilie Fontaine (Daniel Crémieux) ont dessiné cette première collection Automne-Hiver 2011-2012 de pantalons, pulls, anoraks, doudoune, et bonnets, fabriquée en Europe, principalement en Italie.
Un investissement de 10 millions d'euros est réalisé en 2012 afin de développer la marque,, avec des prévisions de 50 millions de chiffre d'affaires dans les 5 ans, et une dizaine de magasins en propre.
Au premier semestre 2012, Rossignol, souhaitant reprendre la main sur ses lignes de textile, réintègre le département « Sports et Styles » au sein de sa société. Look Collection reste alors chez Look Cycles,. La fabrication s'effectue majoritairement en France.

### Les points de vente
À l'automne 2011 a ouvert le magasin de Paris, rue Saint-Honoré dans le 1er arrondissement, sur une surface de vente de 70 m2. La boutique a fermé en mai 2013 
Suivent les magasins de Megève et Courchevel en Savoie, ainsi que Gstaad dans le canton de Berne et Crans Montana dans le canton du Valais, en Suisse.
La boutique colette, voisine du magasin parisien, commercialisa, en octobre 2011, une mini-collection de trois pièces exclusives.